# NDR Kultur
NDR Kultur – niemiecka stacja radiowa należąca do Norddeutscher Rundfunk (NDR), publicznego nadawcy radiowo-telewizyjnego dla północnych Niemiec. Jak wskazuje już sama nazwa, jest rozgłośnią o profilu kulturalnym, zaś w jej ofercie muzycznej dominuje muzyka poważna. W dzisiejszej postaci stacja działa od 2003 roku, ale jest kontynuatorką uruchomionego w 1956 Programu Trzeciego NDR, który miał zbliżony profil tematyczny. Siedzibą rozgłośni jest centrala NDR w Hamburgu. 
Stacja jest dostępna w analogowym i cyfrowym przekazie naziemnym na całym obszarze obsługiwanym przez NDR, czyli w krajach związkowych Hamburg, Dolna Saksonia, Szlezwik-Holsztyn i Meklemburgia-Pomorze Przednie, a także - ze względu na zasięg nadajników - w Bremie. Dodatkowo można ją znaleźć w Internecie oraz w niekodowanym przekazie z satelity Astra 1M. 